# نهر تشيتشيستر
نهر تشيتشيستر (بالإنجليزية: Chichester River)‏ هو نهر يوجد في ولاية نيو ساوث ويلز في أستراليا, يبلغ طوله 42. 1 كم، ينبع من جبل ماكنزي الواقع في حديقة بارينغتون الوطنية من هناك يتدفق إلى الجنوب الشرقي وينتهي عند جرف باندون Bandon, حيث يصب في نهر وليامز. تُحجز مياهه من قبل سد تشيتشيستر.